# Cañete (provins)
Provinsen Cañete är en av de nio provinser som bildar departementet Lima i Peru. Centralort är San Vicente. Provinsen gränsar i norr till provinserna Lima och Huarochiri; i öster till Yauyos; i söder till Chincha som hör till departementet Ica; och i väster till Stilla havet.

## Administrativ indelning
Cañete indelas i 16 distrikt (befolkning 2017 inom parentes):
| - Asia (9 784) - Calango (2 269) - Cerro Azul (8 328) - Chilca (21 573) - Coayllo (1 043) - Imperial (38 925) - Lunahuaná (4 393) - Mala (32 717) | - Nuevo Imperial (26 233) - Pacarán (1 686) - Quilmaná (16 091) - San Antonio (4 343) - San Luis (13 436) - San Vicente de Cañete (54 775) - Santa Cruz de Flores (3 103) - Zúñiga (1 314) |

### Befolkning
Vid folkräkningen 2017 hade provinsen en total befolkning av 240 013 personer.

### Centralort
Provinsens centralort är staden San Vicente de Cañete. En av de mest intressanta samhällena är Lunahuaná, som nyligen har blivit ett turistmål tack vare det ökade intresset för kanotsport och andra äventyrssporter, som kan utövas på platsen. Känd är även Cerro Azul, en gammal fiskevik som tar emot ett stort antal besökare på sommaren.